# Lozova (Strășeni)
Pour les articles homonymes, voir Lozova (homonymie).
Lozova est une commune du raion de Strășeni en Moldavie.
Sa population était de 6 196 habitants en 2014.